# Believe Me
Believe Me is een nummer van de Amerikaanse hiphopformatie Fort Minor. Het werd als de eerste single uitgebracht in Europa, Azië en Australië ter promotie van het debuutalbum The Rising Tied uit 2005. "Believe Me" is een samenwerking met de rapgroep Styles of Beyond en Eric Bobo van Cypress Hill, hoewel dit niet in de artiestennaam wordt vermeld.

## Achtergrondinformatie
"Believe Me" is als eerste Euraziatische single uitgebracht terwijl "Petrified" deze functie in de Verenigde Staten vervulde. Het is echter wel de eerste single die een hitlijstnotering opleverde, waar "Petrified" flopte. Jay-Z, uitvoerend producent van het album, tipte het nummer als single en vond dat als Mike Shinoda (hoofdlid van Fort Minor) groots uit de hoek wilde komen, hij dit uit moest brengen.
Het nummer is de eerste single waar Shinoda zingend te horen is, hoewel zijn vocalen met behulp van de computer vervormd zijn. Het werd tijdens live-uitvoeringen meestal uitgevoerd als het afsluitende nummer en werd na het derde refrein verlegd naar een singalong, waarbij het publiek het refrein mee moest zingen. Bij de optredens waar Bobo niet aanwezig kon zijn om de timbalessolo in de brug uit te voeren, speelde livedrummer Beatdown een eigen drumsolo.

## Videoclip
Aan het begin van de videoclip laat de vier leden van Fort Minor in slow motion zien, terwijl zij de parkeergarage inlopen. Ze lopen van links en rechts naar binnen. In de clip worden er veel felle gekleurde lichten gebruikt. De refreinen bestaan uit overgangen naar de volgende rapper. Tijdens het percussiewerk van Mr. Bobo in het derde couplet beginnen de rappers te zweven in de lucht en spastisch te bewegen op de ritme. Aan het einde, als ze weglopen, springt Tak op en klikt in de lucht met zijn beide hakken. De videoclip is geregisseerd door Laurent Briet. Er bestaat tevens een Director's Cut.

## Commercieel succes
"Believe Me" behaalde matige successen, waaronder in Nederland, waar het tot de tweede plaats in de tipparade kwam. In Finland behaalde het wel de tweede plek.

## Tracklist

### Promo-CD
1. "Believe Me" — 03:48

### Versie 1
Release: 15 november 2009
1. "Believe Me" — 03:48
2. "There They Go" (met Sixx John) — 03:17
3. "Petrified" (Los Angeles remix) — 03:32

### Version 2
Release: 22 november 2009
1. "Believe Me" — 03:48
2. "There They Go" (met Sixx John) — 03:17

## Medewerkers
- Mike Shinoda — Vocalen, songwriting, mixer, engineer, producer
- Ryan "Ryu" Maginn — Vocalist
- Takbir "Tak" Bashir — Vocalist
- Sixx John — Vocalist
- Eric Bobo — Timbalist
- Mark Kiczula — Engineer
- Shawn Carter — Executive producer
- Brian "Big Bass" Gardner — Mastering

Mike Shinoda